# Polideportivo Plaza España Soyapango
El Polideportivo Don Bosco Soyapango más conocido como Polideportivo "Plaza España", forma parte de los Polideportivos salesianos de FUSALMO, es un complejo deportivo multi-usos que se encuentra ubicado en la esquina Nor-Poniente, intersección de Calle antigua Tonacatepeque, contiguo a paso a desnivel, final calle Padre Salazar Simpson, Soyapango.

## Historia
La intervención de instituciones privadas sin fines de lucros en la creación de espacios deportivos como lo es la fundación salvador del mundo (FUSALMO), está promoviendo la creación de espacios deportivos producto de inversión extranjeras. Esta institución ha promovido la creación de tres grandes centros deportivo en el país: Complejos Deportivos en  Santa Ana,  San Miguel y el de Soyapango. La obra surge en Soyapango, El Salvador, una de las áreas urbanas de mayor densidad poblacional y con un índice de delincuencia que supera la media nacional, ya de por sí alta. A propósito fue escogida esta zona difícil para este megaproyecto educativo orientado a cultivar valores, estimular la cultura de paz y ofrecer caminos viables para superar la pobreza, por esta razón.
Financiada por el Gobierno de España en colaboración con el  Gobierno de El Salvador, el operador del recinto es la congregación de Salesianos Don Bosco a ellos les corresponde dar vida a unas instalaciones que contiene: estadio de fútbol engramado, cachas de fútbol sala con grama sintética, campos de basquetbol, pista de atletismo, salones de todo tipo, áreas administrativas etc.
En el 2004 se entregó formalmente a los Salesianos la gestión de una formidable y reluciente estructura destinada a acoger a grandes cantidades de niños y jóvenes, El complejo deportivo fue inaugurado por el presidente del gobierno español, de ese entonces José María Aznar, en la periferia de la capital de San Salvador.

## Instalaciones y Capacidad
El conjunto se desarrolla en un terreno de 81,635.69 m² y se compone por los siguientes espacios:
- Un estadio, que contiene una pista de atletismo, una cancha de fútbol, graderías y espacios complementarios. (15,000 m²).
- Canchas de Básquetbol, Voleibol y Fútbol rápido (13,500 m²).
- Plaza de concreto. (6,000 m²)
- Un estacionamiento distribuido en siete grupos, con una capacidad de 328 carros, incluyendo 12 plazas para estacionamiento de buses (10,000 m²).
- Además cuenta con un anfiteatro, sala de usos múltiples, aulas de informática, además de las oficinas administrativas.

1. Estadio España, cancha engramada y graderíos con capacidad 5,000 personas, iluminado, pista de atletismo e instalaciones bajo graderías.
2. Canchas de fútbol sala con iluminación, 3 canchas de fútbol, plazas y aceras para circulación
3. Un edificio con salones multiusos, oficinas administrativas, capilla, un salón de reuniones con capacidad para 150 personas
4. Anfiteatro al aire libre con capacidad de 650 personas.
5. Aulas para desarrollo de las clases (Capacidad 35 Personas).

La mayoría de los programas educativos en tecnología se han destinado a niños y jóvenes de escasos recursos, directores y profesores de instituciones educativas públicas, y a la comunidad más necesitada; lo cual determina la principal fortaleza del programa tecnológico de FUSALMO. 

## Servicios
Esta inmensa casa de acogida alienta un abanico de proyectos que están teniendo amplia aceptación por parte de la población circundante.
Veintidós escuelas públicas asisten semanalmente al Polideportivo Don Bosco. Allí encuentran, niños y niñas espacios recreativos, juegos organizados, adiestramiento en diversas actividades útiles, entre las que descuellan varias ofertas de informática.
Niños y jóvenes asisten por miles. El fin de semana se registra una asistencia libre y es entonces que las extensas áreas están saturadas de participantes. En los días laborales la asistencia es selectiva. Grupos escolares se reparten en diversos talleres, con ofertas que van desde las más sencillas hasta otras de carácter exigente, como el diseño gráfico, la robótica y el inglés. Quienes cursan estas áreas especializadas son orientados hacia el empleo bien remunerado.
Se ha creado un programa para niños de la calle destinado a ayudarles a salir de su mundo humillante y buscar una inserción social digna.
Madres de los escolares asistentes a los proyectos del Polideportivo reciben capacitación para organizar y animar las escuelas para padres en sus propios barrios.
En conjunción con Microsoft y Technokids el Polideportivo Don Bosco cuenta con tecnología avanzada a disposición de estos niños y jóvenes que, de otra forma, difícilmente hubieran tenido la posibilidad de tener contacto con estas maravillas modernas.
La dimensión deportiva es vital en este centro de inspiración salesiana. El clásico oratorio salesiano cuenta con un torneo permanente de Fútbol en el que participan 750 jóvenes en 50 equipos. Está también el torneo de Baloncesto con 60 jugadores y 8 equipos.
El atletismo ha logrado medallas en competencias latinoamericanas. Las niñas han sobresalido en patinaje en competencias centroamericanas. Tres jóvenes futbolistas han sido aceptados en la selección nacional. Se cultivan también disciplinas como Taekwondo, Aeróbicos, Bádminton y Tenis de mesa.
Cabe mencionar también el cultivo de deportes extremos como Bicicleta, Skateboarding y Breakdance. Se fomentan grupos de danza moderna, danza folklórica, mimo y teatro.
De este modo millares de jóvenes, que carecían de espacios y ofertas de calidad, ahora cuentan con estas casas abiertas a todos los que quieren respirar un ambiente estimulante y de convivencia pacífica.

## Eventos
Cada año se celebra un multifestival de una semana de duración que comprende competencias deportivas, artísticas y recreativas. Unas cinco mil personas, entre participantes y asistentes, se dan cita en este evento de altura.
 Juegos Estudiantiles de El Salvador, Evento multideportivo,  Conciertos
ALGUNAS DE LAS INSTITUCIONES DE APOYO A LA FUNDACIÓN SALVADOR DEL MUNDO (FUSALMO)
- INSAFORP
- MINED
- FUNDEMAS
- FUTUREKIDS
- INFOCENTROS
- BANCO CENTROAMERICANO DE INTEGRACIÓN ECONÓMICA
- MICROSOFT
- UNIVERSIDAD DON BOSCO
- EDUCACIÓN PARA NIÑOS Y JÓVENES
- ESET NOD32